# 711
711（七百十一、ななひゃくじゅういち）は自然数、また整数において、710の次で712の前の数である。

## 性質
- 711は合成数であり、約数は1, 3, 9, 79, 237, 711である。
  - 約数の和は1040。
- 167番目のハーシャッド数である。1つ前は704、次は715。
  - 9を基とする51番目のハーシャッド数である。1つ前は702、次は720。
- 各位の積が7になる6番目の数である。1つ前は171、次は1117。(オンライン整数列大辞典の数列 A034054)
- 2つの連続素数を並べてできる4番目の数である。1つ前は57、次は1113。(オンライン整数列大辞典の数列 A045533)
- 711 = 33 + 53 + 63 + 73
  - 4つの正の数の立方数の和で表せる191番目の数である。1つ前は709、次は712。(オンライン整数列大辞典の数列 A003327)
  - 異なる正の数の4つの立方数の和1通りの形で表せる43番目の数である。1つ前は709、次は728。(オンライン整数列大辞典の数列 A025408)
- 711 = 36 − 3 × 6
  - n = 6 のときの 3n − 3n の値とみたとき1つ前は228、次は2166。(オンライン整数列大辞典の数列 A107583)
- 711 = 272 − (7 + 2 + 9)
  - n = 27 のときの n 2 とその各位の和の差である。1つ前は657、次は765。(オンライン整数列大辞典の数列 A224977)

## その他 711 に関連すること
- 西暦711年
- 紀元前711年
- 国鉄711系電車は、国鉄が開発した近郊形電車。
- ベルン-レッチュベルク-シンプロン鉄道BDZe2/6 711形電車は、ベルン-レッチュベルク-シンプロン鉄道で使用された電車。
- セブン-イレブンは、コンビニエンスストアチェーン。日本国内では店舗数が1番多い。
  - 同コンビニの語呂合わせから、7月11日はセブン-イレブンの日となっている。
- 大量獲得機時代のパチスロ機は、711枚が最高配当となる。
- サンフランシスコ (USS San Francisco, SSN-711) は、アメリカ海軍のロサンゼルス級原子力潜水艦。
- KBS第1ラジオ蘇莱送信所（仁川市）の周波数は、711 kHz。